# Jumilhac
Jumilhac lu Grand (en francès Jumilhac-le-Grand) és un municipi francès situat al departament de la Dordonya i a la regió de la Nova Aquitània.

## Demografia
| 1962                                       | 1968  | 1975  | 1982  | 1990  | 1999  | 2007  |
| ------------------------------------------ | ----- | ----- | ----- | ----- | ----- | ----- |
| 1.896                                      | 1.654 | 1.535 | 1.411 | 1.260 | 1.215 | 1.257 |
| Des de 1962: població sense dobles comptes |       |       |       |       |       |       |

## Administració
| Període   | Identitat   | Partit |
| --------- | ----------- | ------ |
| 1995-2008 | Michel Karp | PS     |
| 2008-     | Yves Congé  | PS     |

## Agermanaments
- Romrod